# Киной, Эрнест
Эрнест Киной (англ. Ernest Kinoy) (1 апреля 1925 — 10 ноября 2014) — американский писатель, сценарист и драматург.

## Биография
Родился в Нью-Йорке в семье учителей. Его старший брат стал крупным конституционным юристом. Во время Второй мировой войны Киной попал в плен к немцам, и, будучи евреем, отправлен вскоре из лагеря для военнопленных в лагерь принудительного труда. С 1948 года работал штатным писателем в NBC.
Состоял в браке с Барбарой Пауэр (скончалась в 2007). Умер от пневмонии.

## Творчество
Стал автором текстов и диалогов для мьюзиклов Golden Rainbow, Bajour и Chaplin и множества сценариев для телефильмов.
В 1967 создал пьесу Something About a Soldier, основанную на романе Марка Харриса. Пьеса шла на Бродвее.

## Награды и премии
- В 1977 получил вместе с Уильямом Блинном Эмми за сценарий Roots.